# Busto de Francesco I d’Este
O Busto de Francesco I d'Este é um retrato escultural produzido pelo artista italiano Gian Lorenzo Bernini entre 1650 e 1652. Confeccionado em mármore, a obra retrata Francesco I d'Este, Duque de Módena. Sua característica emblemática, composta pela expressão nobre do rosto, a extensa cortina e os vultuosos cabelos, são uma representação típica da maneira com a qual Bernini retratava "monarcas absolutos", dando-lhes poses superiores, oblíquas ao ambiente. Atualmente, a escultura encontra-se no Museu Estense, em Módena, na Itália.
Em 1660, Francesco Stringa produziu uma pintura do busto, onde ele aparece cercado por vários objetos. Essa pintura está no Instituto de Artes de Minneapolis.